# 稲梓駅

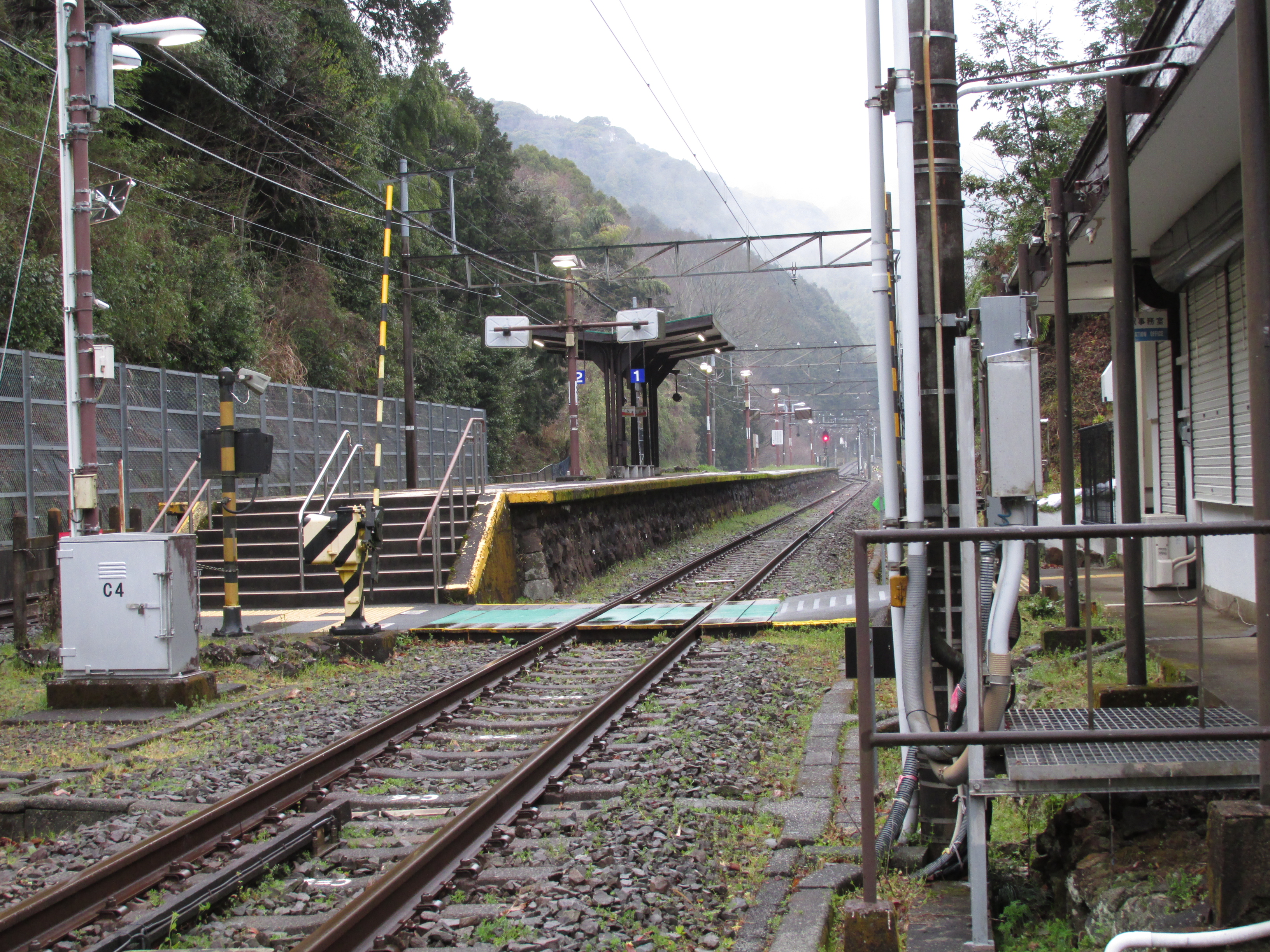
ホーム（2024年3月）

稲梓駅（いなずさえき）は、静岡県下田市落合にある、伊豆急行伊豆急行線の駅である。駅番号はIZ14。普通列車のみ停車する。

## 歴史
- 1961年（昭和36年）12月10日：開設。
- 2012年（平成24年）4月1日：終日無人駅化。

### 駅名の由来
駅の設置場所にちなむ。開設当時は賀茂郡下田町だったが、この地が下田町になる前に稲梓村の中心地だったことが由来。

## 駅構造
島式ホーム1面2線を有する地上駅。駅舎は1番線の線路を挟んで東側に面しており、ホームとのアクセスには構内踏切を使用する。無人駅。

### のりば
| 番線 | 路線       | 方向 | 行先           |
| ---- | ---------- | ---- | -------------- |
| 1・2 | 伊豆急行線 | 下り | 伊豆急下田方面 |
| 1・2 | 伊豆急行線 | 上り | 伊東・熱海方面 |

2番線側が直線となる1線スルー構造となっている。このため、当駅で列車交換が無い場合は、上下線共2番線を優先的に使用している。

### 構内
- Suica及びSuicaと相互利用可能なICカード（PASMO等）は、伊豆急行線内全駅で利用可能であるが、当駅にチャージ機は設置されず、チャージサービスには対応していない。

## 利用状況
- 2020年（令和2年）度の1日平均乗車人員は15人である。

近年の1日平均乗車人員の推移は以下の通り。
| 年度               | 1日平均 乗車人員 | 出典     |
| ------------------ | ---------------- | -------- |
| 1993年（平成05年） | 58               | [ * 1 ]  |
| 1994年（平成06年） | 60               | [ * 2 ]  |
| 1995年（平成07年） | 66               | [ * 3 ]  |
| 1996年（平成08年） | 82               | [ * 4 ]  |
| 1997年（平成09年） | 81               | [ * 5 ]  |
| 1998年（平成10年） | 88               | [ * 6 ]  |
| 1999年（平成11年） | 79               | [ * 7 ]  |
| 2000年（平成12年） | 79               | [ * 8 ]  |
| 2001年（平成13年） | 72               | [ * 9 ]  |
| 2002年（平成14年） | 65               | [ * 10 ] |
| 2003年（平成15年） | 53               | [ * 11 ] |
| 2004年（平成16年） | 44               | [ * 12 ] |
| 2005年（平成17年） | 49               | [ * 13 ] |
| 2006年（平成18年） | 47               | [ * 14 ] |
| 2007年（平成19年） | 54               | [ * 15 ] |
| 2008年（平成20年） | 49               | [ * 16 ] |
| 2009年（平成21年） | 43               | [ * 17 ] |
| 2010年（平成22年） | 39               | [ * 18 ] |
| 2011年（平成23年） | 35               | [ * 19 ] |
| 2012年（平成24年） | 27               | [ * 20 ] |
| 2013年（平成25年） | 22               | [ * 21 ] |
| 2014年（平成26年） | 21               | [ * 22 ] |
| 2015年（平成27年） | 24               | [ * 23 ] |
| 2016年（平成28年） | 27               | [ * 24 ] |
| 2017年（平成29年） | 25               | [ * 25 ] |
| 2018年（平成30年） | 24               | [ * 26 ] |
| 2019年（令和元年） | 25               | [ * 27 ] |
| 2020年（令和02年） | 15               | [ * 28 ] |

## 駅周辺
山に囲まれている。周辺に観光地は無く、農村地帯に民家が見られるのみである。
- 下田市立稲梓小学校
- 下田市立稲梓中学校
- 米山薬師
- 下田達磨大師
- 上原美術館
- 深根城[注 1]
- 国道414号
- 東海バス「落合」停留所：松崎・堂ヶ島・宇久須方面 / 下田駅方面

## 隣の駅
伊豆急行
 伊豆急行線
河津駅 (IZ13) - 稲梓駅 (IZ14) - 蓮台寺駅 (IZ15)

### 記事本文